# Reino Unido en los Juegos Olímpicos de Tokio 1964
El Reino Unido estuvo representado en los Juegos Olímpicos de Tokio 1964 por un total de 204 deportistas que compitieron en 17 deportes.  
La portadora de la bandera en la ceremonia de apertura fue la nadadora Anita Lonsbrough.

## Medallistas
El equipo olímpico británico obtuvo las siguientes medallas:
| Nombre                                                      | Deporte      | Competición                |
| ----------------------------------------------------------- | ------------ | -------------------------- |
| Oro                                                         |              |                            |
| Ken Matthews                                                | Atletismo    | 20 km marcha M             |
| Lynn Davies                                                 | Atletismo    | Salto de longitud M        |
| Ann Packer                                                  | Atletismo    | 800 m F                    |
| Mary Rand                                                   | Atletismo    | Salto de longitud F        |
| Plata                                                       |              |                            |
| John Cooper                                                 | Atletismo    | 400 m vallas M             |
| Maurice Herriott                                            | Atletismo    | 3000 m obstáculos M        |
| Basil Heatley                                               | Atletismo    | Maratón M                  |
| Paul Nihill                                                 | Atletismo    | 50 km marcha M             |
| Adrian Metcalfe Robbie Brightwell John Cooper Tim Graham    | Atletismo    | 4 × 400 m M                |
| Ann Packer                                                  | Atletismo    | 400 m F                    |
| Mary Rand                                                   | Atletismo    | Pentatlón F                |
| Henry Hoskyns                                               | Esgrima      | Espada ind. M              |
| Louis Martin                                                | Halterofilia | 90 kg M                    |
| Robert McGregor                                             | Natación     | 100 m libre M              |
| John Russell Hugh Wardell-Yerburgh William Barry John James | Remo         | Cuatro sin timonel (M4-) M |
| Keith Musto Tony Morgan                                     | Vela         | Flying Dutchman M          |
| Bronce                                                      |              |                            |
| Janet Simpson Daphne Arden Dorothy Hyman Mary Rand          | Atletismo    | 4 × 100 m F                |
| Peter Robeson (Firecrest)                                   | Hípica       | Saltos ind.                |